# Radio Clip
Radio Clip fue una banda de pop rock y new wave venezolana formada en 1986, formada por Arturo Torres (bajo, coros), Diego Pocovi (batería), Baltasar Agustín (guitarra líder), Gabriel Stasio (teclados) y Gustavo Girón (voz líder, guitarra). Su estilo se enmarca dentro del género rock, con tendencias hacia el rock pesado y con un fuerte uso de la guitarra. Su debut discográfico se produce en el año 1987 con la inclusión de dos temas (Natasha, Que nos separa) en el álbum La Respuesta (1987). El tema Natasha tuvo relevancia a nivel radial y fue incluido en el primer álbum del grupo: Radio Clip (1988). Antes de la grabación de este primer álbum se producen cambios en la agrupación quedando solamente Arturo Torres y Diego Pocovi de la formación original e ingresando Félix Duque (voz líder), Jaime Verdaguer (teclados) y Carlos "Kako" Guzmán (guitarra). Esta formación sería la más estable del grupo y participa en la grabación de los álbumes Donde Sopla el Viento (1990) y Fuego en la Corriente (1992). Tras la grabación de este álbum se producen nuevos cambios en la agrupación quedando formada por Arturo Torres junto con Jesús Acosta (voz líder, guitarra acústica), Abel Cañizales (guitarra líder) y Alberto Sánchez (teclados, programación). Con esta formación se edita la última grabación del grupo: Desde Cero (1995). El grupo se separa dejando como legado cuatro grabaciones. 
A finales de la década del noventa, Arturo Torres y Félix Duque, junto con Rafael Paz (teclados), Eduardo Benatar (batería) y Demian Mejicano (guitarra), deciden dar nueva vida a Radio Clip, pero con un estilo orientado hacia la música progresiva; ante el cambio de estilo y la partida de Arturo Torres, la nueva agrupación toma el nombre de RC2. Para el 2010, la banda regresa con Arturo Torres (bajo), Jorge Delgado (voz), Carlos Guzmán (guitarras), Nelson Ramírez (teclados), Diego Pocoví (batería, percusión, voces) y editan el álbum Brilla (2010).

## Discografía

### Álbumes
- Radio Clip (álbum) (1988)

- Donde Sopla El Viento (1990)
- Fuego En La Corriente (1992)
- Desde Cero (1995)
- Brilla (2010)